# لونغ آيلاند آيس تي

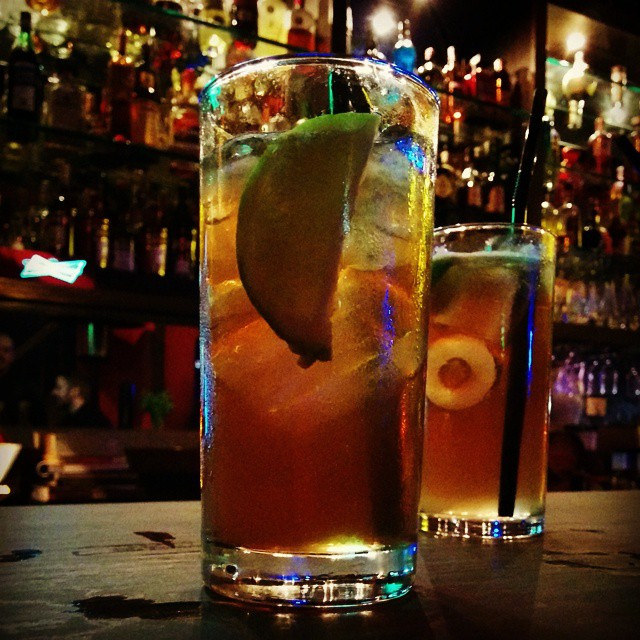

لونغ آيلاند آيس تي هو عباره عن مشروب خليط كحولي أو ما يعرف بالكوكتيل, هو مشروب منعش قوي حديث العهد يشتهر بين طبقة الشباب/شابات حيث مذاقه الحلو والمواد الغازيه وقوة الكحول فيه تجتمع لتشكل أحد أبرز المشروبات الشبابيه الليليه.
و هو عباره عن 1 جزء من ستت أجزاء أي 1من6 (1/6) ثلج و 2 من 6 خليط من التريبل سيك وجن (مشروب كحولي) والفودكا والبكاردي (روم) و(الكوانتيرو) مما يكون خليط قوي
ثم يضاف المشروب الغازي (كوكاكولا _كوك)المعروف ب(بيبسي) ويكون المشروب الغازي باقي النسبة المتبقيه أي 3من6 مما يجهله حلو ومنعش 
بعض المحترفين قد يضيفون بعض قطرات بمقدار ملعقه كبيره (داش) من عصير الليمون بعد تجهيز المشروب، إلا أنه في الغالب يقدم بقطعة ليمون بالداخل ولا يمنع من وضع قطعه بالخارج على فوهة الكأس وغالبا يقدم في كأس طويل (سليم جيم).